# 中国地质大学（北京）

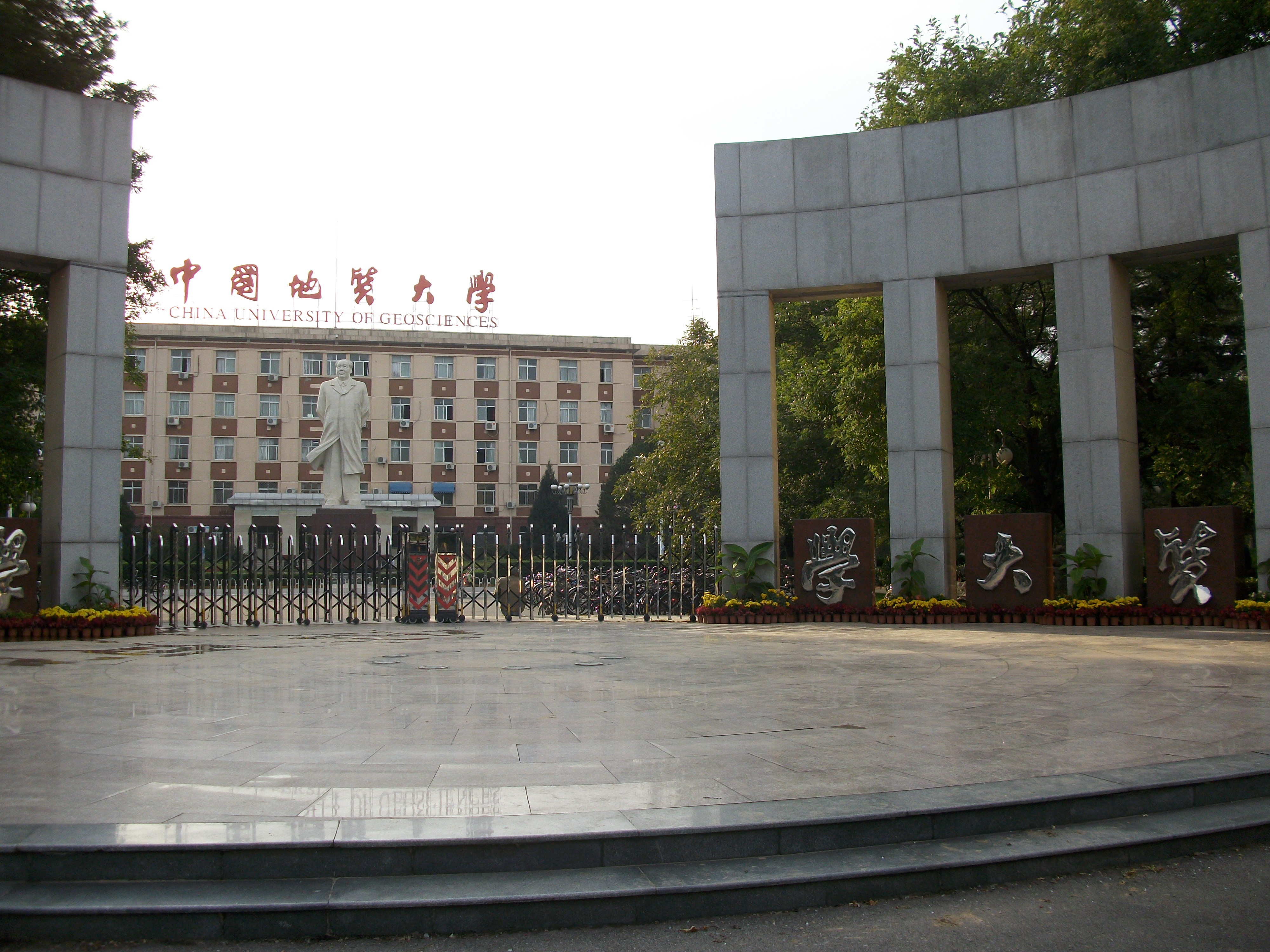
中国地质大学（北京）东门

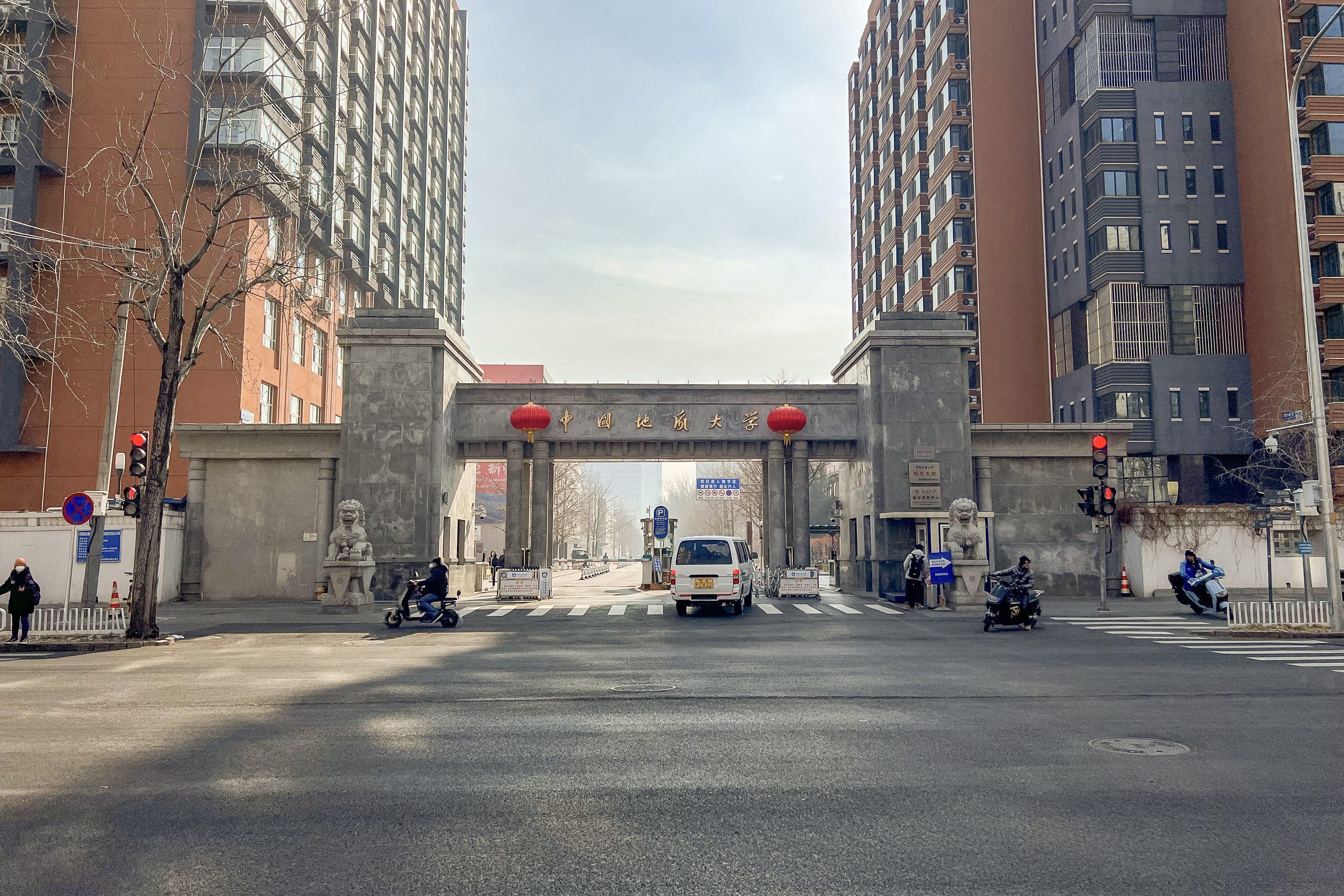
中国地质大学（北京）北门

中国地质大学（北京），简称地大、地大北京、北地（缩写：CUGB）位于北京市海淀区学院路29号。

## 历史沿革
| 北京大学地质系 | 北京大学地质系 | 北京大学地质系                         | 北京大学地质系                         | 北京大学地质系                         | 北京大学地质系                         |                                        |                                        | 天津大学地质工程系 | 天津大学地质工程系 | 天津大学地质工程系                          | 天津大学地质工程系                          | 天津大学地质工程系                          | 天津大学地质工程系                          |                                             |                                             | 唐山铁道学院采矿系             | 唐山铁道学院采矿系             | 唐山铁道学院采矿系                 | 唐山铁道学院采矿系                 | 唐山铁道学院采矿系                    | 唐山铁道学院采矿系                    |                                       |                                       | 西北大学地质系                        | 西北大学地质系                        | 西北大学地质系 | 西北大学地质系 | 西北大学地质系 | 西北大学地质系 |  |  |  |  |  |  |  |  |  |  |  |  |  |  |  |  |  |  |  |  |  |  |  |  |
| 北京大学地质系 | 北京大学地质系 | 北京大学地质系                         | 北京大学地质系                         | 北京大学地质系                         | 北京大学地质系                         |                                        |                                        | 天津大学地质工程系 | 天津大学地质工程系 | 天津大学地质工程系                          | 天津大学地质工程系                          | 天津大学地质工程系                          | 天津大学地质工程系                          |                                             |                                             | 唐山铁道学院采矿系             | 唐山铁道学院采矿系             | 唐山铁道学院采矿系                 | 唐山铁道学院采矿系                 | 唐山铁道学院采矿系                    | 唐山铁道学院采矿系                    |                                       |                                       | 西北大学地质系                        | 西北大学地质系                        | 西北大学地质系 | 西北大学地质系 | 西北大学地质系 | 西北大学地质系 |  |  |  |  |  |  |  |  |  |  |  |  |  |  |  |  |  |  |  |  |  |  |  |  |
|                |                |                                        |                                        |                                        |                                        |                                        |                                        |                    |                    |                                             |                                             |                                             |                                             |                                             |                                             |                                |                                |                                    |                                    |                                       |                                       |                                       |                                       |                                       |                                       |                |                |                |                |  |  |  |  |  |  |  |  |  |  |  |  |  |  |  |  |  |  |  |  |  |  |  |  |
|                |                |                                        |                                        |                                        |                                        |                                        |                                        |                    |                    |                                             |                                             |                                             |                                             |                                             |                                             | 北京地质学院 （1952年11月）    |                                |                                    |                                    |                                       |                                       |                                       |                                       |                                       |                                       |                |                |                |                |  |  |  |  |  |  |  |  |  |  |  |  |  |  |  |  |  |  |  |  |  |  |  |  |
|                |                | 正定地质政治干部学校 （1953年）        |                                        |                                        |                                        |                                        |                                        |                    |                    |                                             |                                             |                                             |                                             |                                             |                                             |                                |                                |                                    |                                    |                                       |                                       |                                       |                                       |                                       |                                       |                |                |                |                |  |  |  |  |  |  |  |  |  |  |  |  |  |  |  |  |  |  |  |  |  |  |  |  |
|                |                |                                        |                                        |                                        |                                        |                                        |                                        |                    |                    |                                             |                                             |                                             |                                             |                                             |                                             |                                |                                |                                    |                                    |                                       |                                       |                                       |                                       |                                       |                                       |                |                |                |                |  |  |  |  |  |  |  |  |  |  |  |  |  |  |  |  |  |  |  |  |  |  |  |  |
|                |                |                                        |                                        |                                        |                                        |                                        |                                        | 北京地质学院留守处 | 北京地质学院留守处 | 北京地质学院留守处                          | 北京地质学院留守处                          | 北京地质学院留守处                          | 北京地质学院留守处                          |                                             |                                             | 湖北地质学院 （1970年9月18日） | 湖北地质学院 （1970年9月18日） | 湖北地质学院 （1970年9月18日）     | 湖北地质学院 （1970年9月18日）     | 湖北地质学院 （1970年9月18日）        | 湖北地质学院 （1970年9月18日）        |                                       |                                       | 武汉地质学校                          | 武汉地质学校                          | 武汉地质学校   | 武汉地质学校   | 武汉地质学校   | 武汉地质学校   |  |  |  |  |  |  |  |  |  |  |  |  |  |  |  |  |  |  |  |  |  |  |  |  |
|                |                |                                        |                                        |                                        |                                        |                                        |                                        | 北京地质学院留守处 | 北京地质学院留守处 | 北京地质学院留守处                          | 北京地质学院留守处                          | 北京地质学院留守处                          | 北京地质学院留守处                          |                                             |                                             | 湖北地质学院 （1970年9月18日） | 湖北地质学院 （1970年9月18日） | 湖北地质学院 （1970年9月18日）     | 湖北地质学院 （1970年9月18日）     | 湖北地质学院 （1970年9月18日）        | 湖北地质学院 （1970年9月18日）        |                                       |                                       | 武汉地质学校                          | 武汉地质学校                          | 武汉地质学校   | 武汉地质学校   | 武汉地质学校   | 武汉地质学校   |  |  |  |  |  |  |  |  |  |  |  |  |  |  |  |  |  |  |  |  |  |  |  |  |
|                |                | 北京地质政治干部学校 （1978年）        | 北京地质政治干部学校 （1978年）        | 北京地质政治干部学校 （1978年）        | 北京地质政治干部学校 （1978年）        | 北京地质政治干部学校 （1978年）        | 北京地质政治干部学校 （1978年）        |                    |                    | 武汉地质学院 北京研究生部 （1978年12月9日） | 武汉地质学院 北京研究生部 （1978年12月9日） | 武汉地质学院 北京研究生部 （1978年12月9日） | 武汉地质学院 北京研究生部 （1978年12月9日） | 武汉地质学院 北京研究生部 （1978年12月9日） | 武汉地质学院 北京研究生部 （1978年12月9日） |                                |                                | 武汉地质学院 （1974年12月28日）    | 武汉地质学院 （1974年12月28日）    | 武汉地质学院 （1974年12月28日）       | 武汉地质学院 （1974年12月28日）       | 武汉地质学院 （1974年12月28日）       | 武汉地质学院 （1974年12月28日）       |                                       |                                       |                |                |                |                |  |  |  |  |  |  |  |  |  |  |  |  |  |  |  |  |  |  |  |  |  |  |  |  |
|                |                | 北京地质政治干部学校 （1978年）        | 北京地质政治干部学校 （1978年）        | 北京地质政治干部学校 （1978年）        | 北京地质政治干部学校 （1978年）        | 北京地质政治干部学校 （1978年）        | 北京地质政治干部学校 （1978年）        |                    |                    | 武汉地质学院 北京研究生部 （1978年12月9日） | 武汉地质学院 北京研究生部 （1978年12月9日） | 武汉地质学院 北京研究生部 （1978年12月9日） | 武汉地质学院 北京研究生部 （1978年12月9日） | 武汉地质学院 北京研究生部 （1978年12月9日） | 武汉地质学院 北京研究生部 （1978年12月9日） |                                |                                | 武汉地质学院 （1974年12月28日）    | 武汉地质学院 （1974年12月28日）    | 武汉地质学院 （1974年12月28日）       | 武汉地质学院 （1974年12月28日）       | 武汉地质学院 （1974年12月28日）       | 武汉地质学院 （1974年12月28日）       |                                       |                                       |                |                |                |                |  |  |  |  |  |  |  |  |  |  |  |  |  |  |  |  |  |  |  |  |  |  |  |  |
|                |                |                                        |                                        |                                        |                                        |                                        |                                        |                    |                    |                                             |                                             |                                             |                                             |                                             |                                             |                                |                                |                                    |                                    |                                       |                                       |                                       |                                       |                                       |                                       |                |                |                |                |  |  |  |  |  |  |  |  |  |  |  |  |  |  |  |  |  |  |  |  |  |  |  |  |
|                |                | 北京地质管理干部学院 （1984年12月5日） | 北京地质管理干部学院 （1984年12月5日） | 北京地质管理干部学院 （1984年12月5日） | 北京地质管理干部学院 （1984年12月5日） | 北京地质管理干部学院 （1984年12月5日） | 北京地质管理干部学院 （1984年12月5日） |                    |                    | 北京地质教育中心 （1985年9月9日）           | 北京地质教育中心 （1985年9月9日）           | 北京地质教育中心 （1985年9月9日）           | 北京地质教育中心 （1985年9月9日）           | 北京地质教育中心 （1985年9月9日）           | 北京地质教育中心 （1985年9月9日）           |                                |                                |                                    |                                    | 武汉地质管理干部学院 （1984年8月7日） | 武汉地质管理干部学院 （1984年8月7日） | 武汉地质管理干部学院 （1984年8月7日） | 武汉地质管理干部学院 （1984年8月7日） | 武汉地质管理干部学院 （1984年8月7日） | 武汉地质管理干部学院 （1984年8月7日） |                |                |                |                |  |  |  |  |  |  |  |  |  |  |  |  |  |  |  |  |  |  |  |  |  |  |  |  |
|                |                | 北京地质管理干部学院 （1984年12月5日） | 北京地质管理干部学院 （1984年12月5日） | 北京地质管理干部学院 （1984年12月5日） | 北京地质管理干部学院 （1984年12月5日） | 北京地质管理干部学院 （1984年12月5日） | 北京地质管理干部学院 （1984年12月5日） |                    |                    | 北京地质教育中心 （1985年9月9日）           | 北京地质教育中心 （1985年9月9日）           | 北京地质教育中心 （1985年9月9日）           | 北京地质教育中心 （1985年9月9日）           | 北京地质教育中心 （1985年9月9日）           | 北京地质教育中心 （1985年9月9日）           |                                |                                |                                    |                                    | 武汉地质管理干部学院 （1984年8月7日） | 武汉地质管理干部学院 （1984年8月7日） | 武汉地质管理干部学院 （1984年8月7日） | 武汉地质管理干部学院 （1984年8月7日） | 武汉地质管理干部学院 （1984年8月7日） | 武汉地质管理干部学院 （1984年8月7日） |                |                |                |                |  |  |  |  |  |  |  |  |  |  |  |  |  |  |  |  |  |  |  |  |  |  |  |  |
|                |                |                                        |                                        |                                        |                                        |                                        |                                        |                    |                    |                                             |                                             |                                             |                                             |                                             |                                             |                                |                                |                                    |                                    |                                       |                                       |                                       |                                       |                                       |                                       |                |                |                |                |  |  |  |  |  |  |  |  |  |  |  |  |  |  |  |  |  |  |  |  |  |  |  |  |
|                |                |                                        |                                        | 中国地质科学院                         | 中国地质科学院                         | 中国地质科学院                         | 中国地质科学院                         | 中国地质科学院     | 中国地质科学院     |                                             |                                             |                                             |                                             | 中国地质大学 （1987年11月4日）              | 中国地质大学 （1987年11月4日）              | 中国地质大学 （1987年11月4日） | 中国地质大学 （1987年11月4日） | 中国地质大学 （1987年11月4日）     | 中国地质大学 （1987年11月4日）     |                                       |                                       |                                       |                                       |                                       |                                       |                |                |                |                |  |  |  |  |  |  |  |  |  |  |  |  |  |  |  |  |  |  |  |  |  |  |  |  |
|                |                |                                        |                                        | 中国地质科学院                         | 中国地质科学院                         | 中国地质科学院                         | 中国地质科学院                         | 中国地质科学院     | 中国地质科学院     |                                             |                                             |                                             |                                             | 中国地质大学 （1987年11月4日）              | 中国地质大学 （1987年11月4日）              | 中国地质大学 （1987年11月4日） | 中国地质大学 （1987年11月4日） | 中国地质大学 （1987年11月4日）     | 中国地质大学 （1987年11月4日）     |                                       |                                       |                                       |                                       |                                       |                                       |                |                |                |                |  |  |  |  |  |  |  |  |  |  |  |  |  |  |  |  |  |  |  |  |  |  |  |  |
|                |                |                                        |                                        |                                        |                                        |                                        |                                        |                    |                    |                                             |                                             |                                             |                                             |                                             |                                             |                                |                                |                                    |                                    |                                       |                                       |                                       |                                       |                                       |                                       |                |                |                |                |  |  |  |  |  |  |  |  |  |  |  |  |  |  |  |  |  |  |  |  |  |  |  |  |
|                |                |                                        |                                        |                                        |                                        |                                        |                                        |                    |                    | 中国地质大学（北京） （2005年3月）          | 中国地质大学（北京） （2005年3月）          | 中国地质大学（北京） （2005年3月）          | 中国地质大学（北京） （2005年3月）          | 中国地质大学（北京） （2005年3月）          | 中国地质大学（北京） （2005年3月）          |                                |                                | 中国地质大学（武汉） （2005年3月） | 中国地质大学（武汉） （2005年3月） | 中国地质大学（武汉） （2005年3月）    | 中国地质大学（武汉） （2005年3月）    | 中国地质大学（武汉） （2005年3月）    | 中国地质大学（武汉） （2005年3月）    |                                       |                                       |                |                |                |                |  |  |  |  |  |  |  |  |  |  |  |  |  |  |  |  |  |  |  |  |  |  |  |  |
|                |                |                                        |                                        |                                        |                                        |                                        |                                        |                    |                    | 中国地质大学（北京） （2005年3月）          | 中国地质大学（北京） （2005年3月）          | 中国地质大学（北京） （2005年3月）          | 中国地质大学（北京） （2005年3月）          | 中国地质大学（北京） （2005年3月）          | 中国地质大学（北京） （2005年3月）          |                                |                                | 中国地质大学（武汉） （2005年3月） | 中国地质大学（武汉） （2005年3月） | 中国地质大学（武汉） （2005年3月）    | 中国地质大学（武汉） （2005年3月）    | 中国地质大学（武汉） （2005年3月）    | 中国地质大学（武汉） （2005年3月）    |                                       |                                       |                |                |                |                |  |  |  |  |  |  |  |  |  |  |  |  |  |  |  |  |  |  |  |  |  |  |  |  |

## 教学单位

### [3]
| | | |
| - 研究生院（页面存档备份，存于） - 地球科学与资源学院（页面存档备份，存于） - 地质学 - 地球化学 - 资源勘察工程（固体矿产） - 地球信息科学与技术 - 工程技术学院（页面存档备份，存于） - 地质工程 - 土木工程 - 机械设计制造及其自动化 - 安全工程 - 材料科学与工程学院（页面存档备份，存于） - 材料科学与工程 - 材料化学 - 材料物理 - 信息工程学院（页面存档备份，存于） - 计算机科学与技术 - 数学与应用数学 - 地理信息系统 - 水资源与环境学院（页面存档备份，存于） - 环境工程 - 水文与水资源工程 - 地下水科学与工程 | - 能源学院（页面存档备份，存于） - 石油工程 - 资源勘查工程(能源) - 经济管理学院（页面存档备份，存于） - 工商管理 - 经济学 - 市场营销 - 行政管理 - 法学 - 会计学 - 信息管理与信息系统 - 外国语学院（页面存档备份，存于） - 英语 - 珠宝学院（页面存档备份，存于） - 宝石及材料工艺学 - 艺术设计 - 地球物理与信息技术学院（页面存档备份，存于） - 地球物理学 - 测控技术与仪器 - 电子信息工程 | - 海洋学院（页面存档备份，存于） - 海洋科学 - 土地科学技术学院（页面存档备份，存于） - 测绘工程 - 土地资源管理 - 马克思主义学院（页面存档备份，存于） - 数理学院（页面存档备份，存于） - 体育部（页面存档备份，存于） - 继续教育学院（页面存档备份，存于） |

## 研究机构

#### 国家重点实验室
1. 地质过程与矿产资源实验室

#### 国家级专业实验室
1. 矿物岩石材料开发与应用实验
2. 地质超深钻探技术实验室（科学钻探实验室）

#### 教育部重点实验室
1. 岩石圈构造、深部过程及探测技术实验室
2. 地下探测技术与仪器实验室

#### 国土资源部开放实验室
1. 岩石圈构造与深部过程及探测技术开放实验室
2. 非传统矿产资源研究开放实验室
3. 地球物质科学研究开放实验室
4. 矿产资源定量评价及信息系统开放实验室

#### 北京市重点实验室
1. 国土资源信息研究开发实验室
2. 水资源与环境工程重点实验室

## 相册

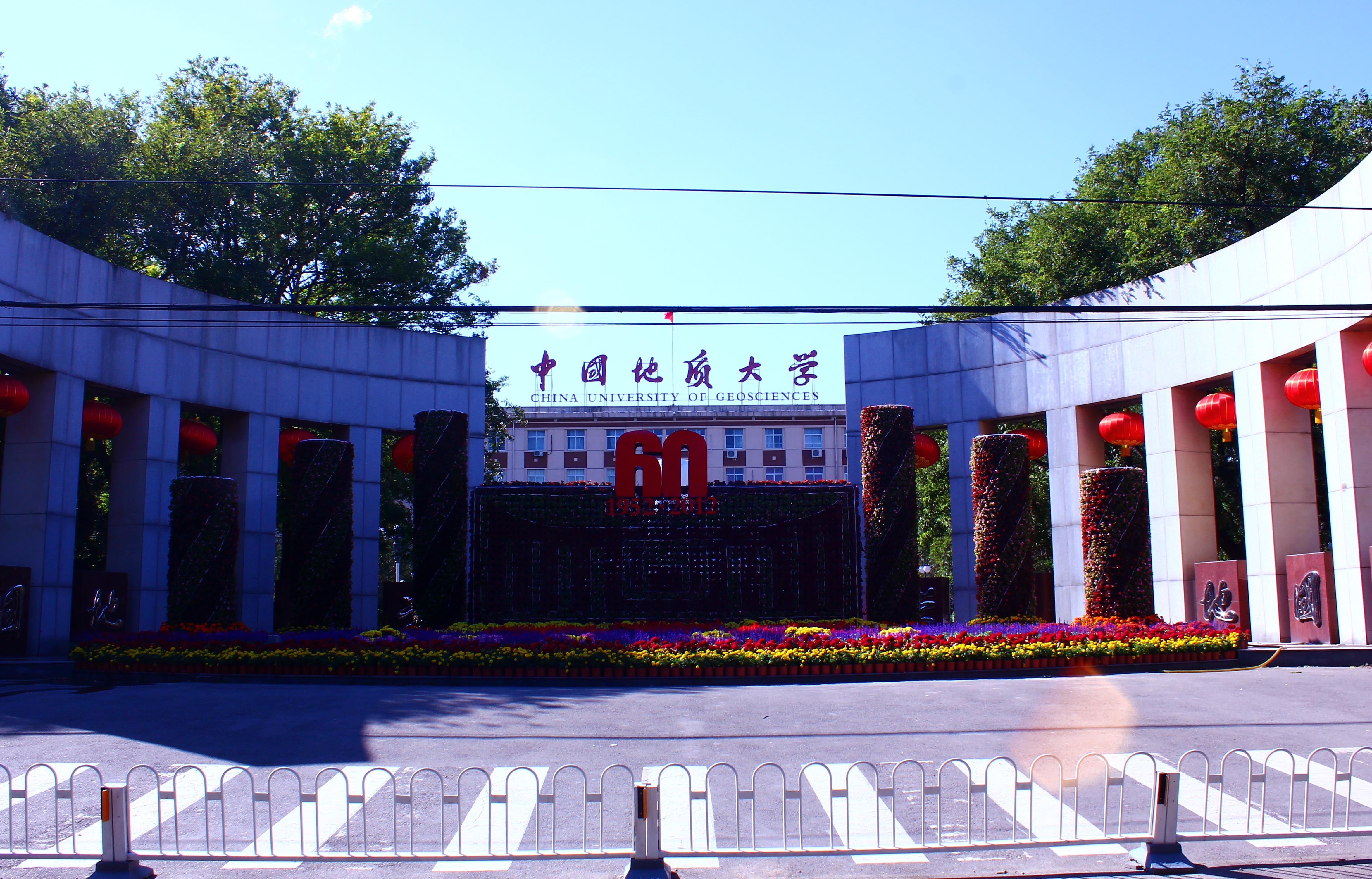
中国地质大学（北京）东门，拍摄于2012年10月9日，地大60周年校庆前夕
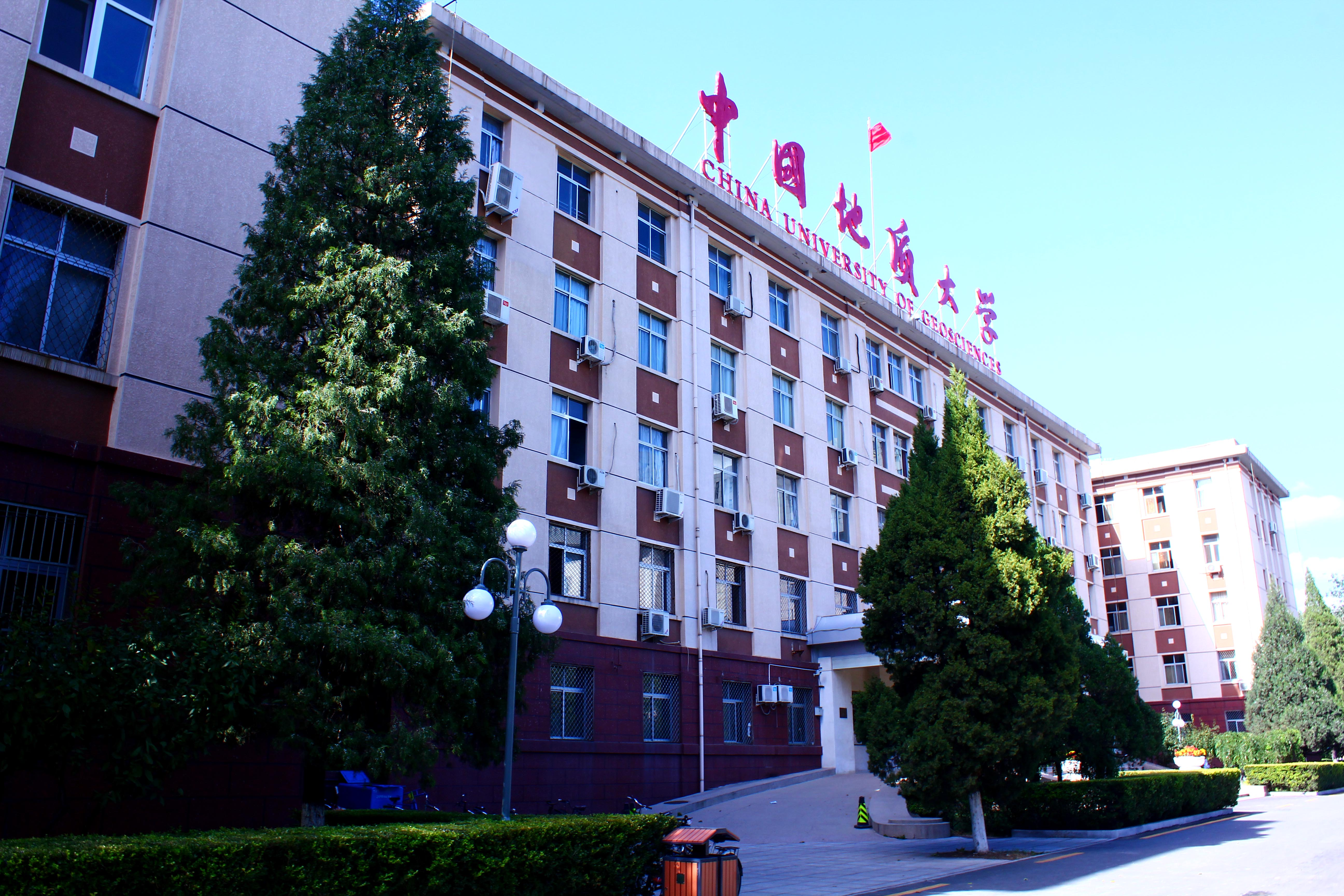
中国地质大学（北京）教5楼
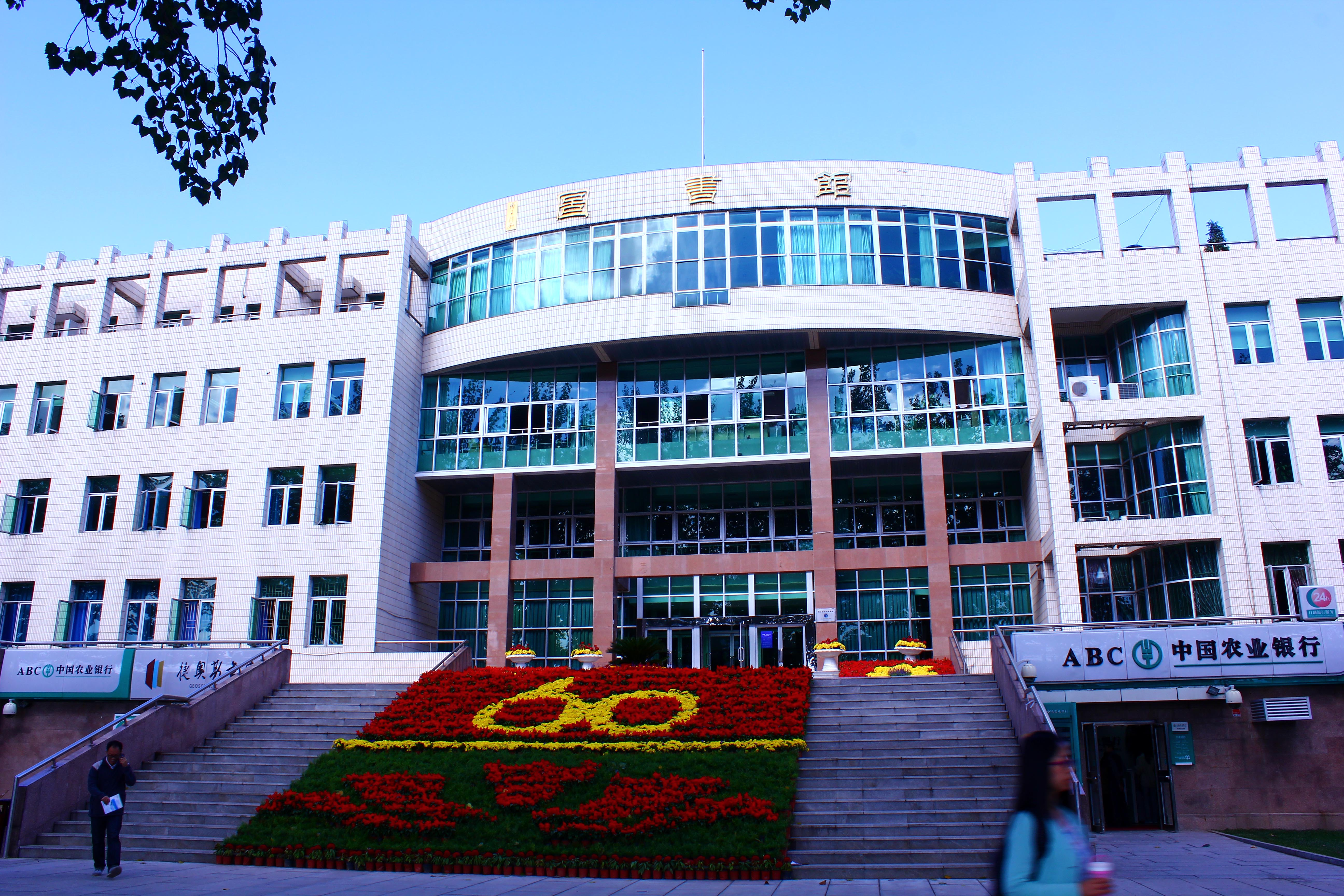
中国地质大学（北京）图书馆
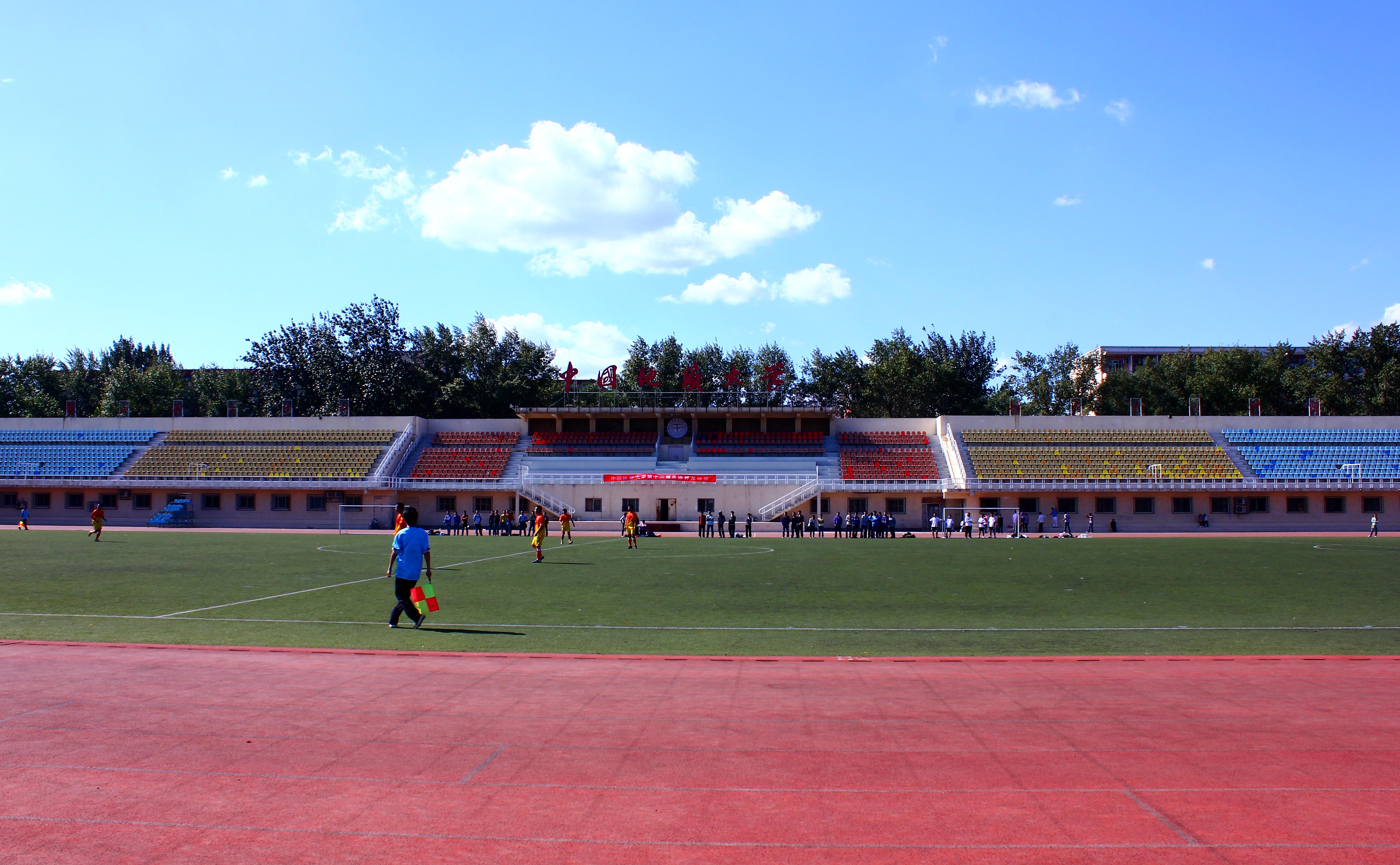
中国地质大学（北京）体育场
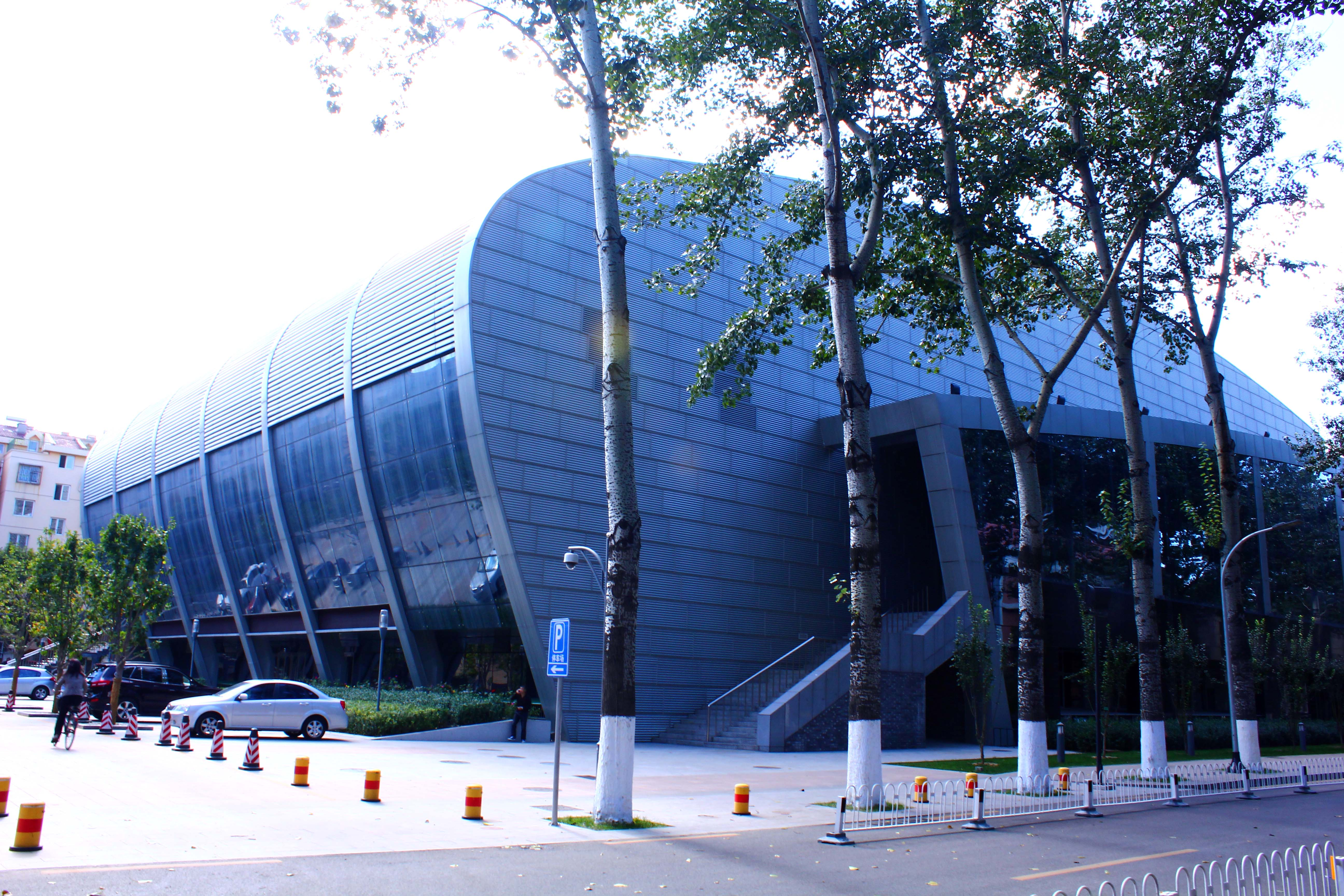
中国地质大学（北京）游泳馆
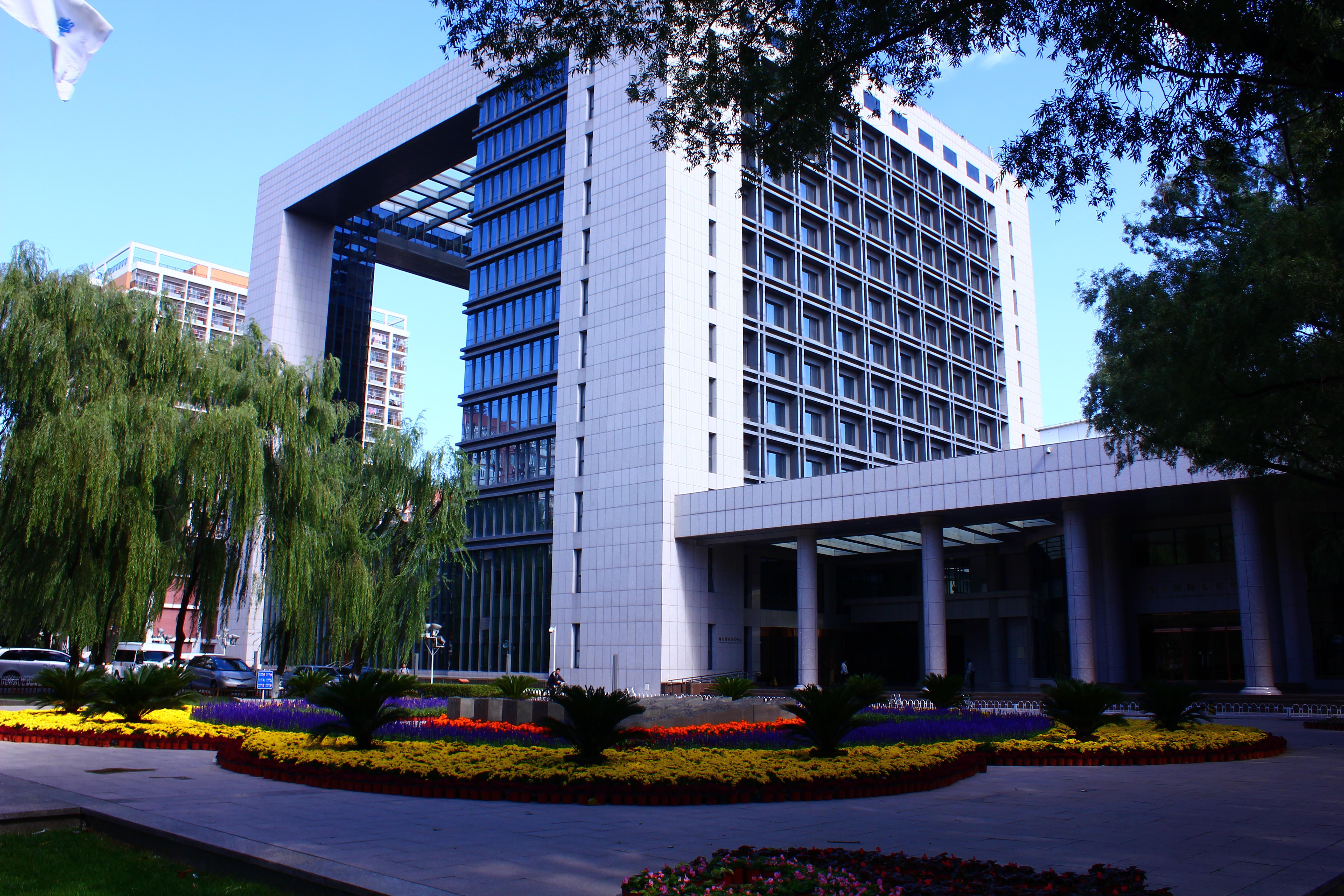
地大国际会议中心
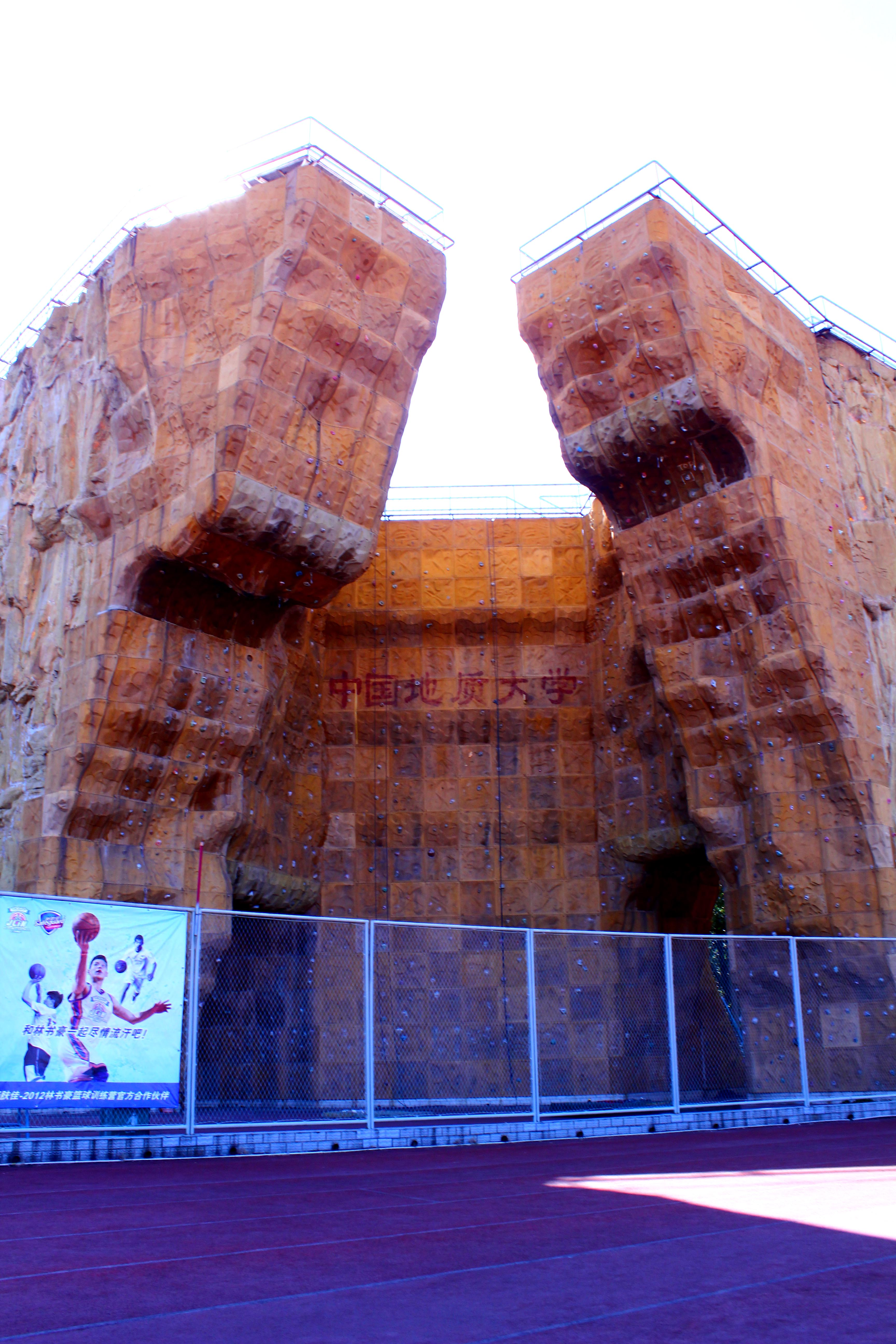
中国地质大学（北京）室外攀岩壁